# Joachim von Amsberg
Joachim von Amsberg (26. srpna 1869 Schwerin – 5. září 1945 Rostock) byl německý generál a člen rodu Amsbergů. Vnukem jeho staršího bratra Wilhelma byl nizozemský princ-manžel Claus van Amsberg.

## Život
Narodil se 26. srpna 1869 ve Schwerinu. Dne 16. září 1890 a byl přijat do meklenburského velkovévodského regimentu granátníků 89. Roku 1891 byl povýšen na podporučíka a ve stejný rok byla jeho rodina povýšena do šlechtického stavu. Od roku 1897 působil jako obočník prvního praporu a 16. června 1900 získal hodnost poručíka. Roku 1906 dosáhl hodnosti kapitána.
V roce 1907 se Výmaru oženil s hraběnkou Irmgard von Bothmer (1881–1949). Z manželství vzešly čtyři děti. 
Dne 1. října 1912 se stal osobním pobočníkem knížete Eitela Fridricha Pruského a byl povýšen na majora. Během 1. světové války byl náčelníkem generálního štábu VII. a XV. armádního sboru. Poté vedl ústup a místní demobilizaci.
Dne 1. března 1924 se stal generálmajorem. Působil jako velitel pěchotní školy (1924–1927). Byl velitelem 2. divize ve Štětíně a velitel vojenského okruhu II.. Dne 1. dubna 1927 byl povýšen na generálporučíka a 30. září 1929 mu byla předána hodnost generála pěchoty.
Dne 20. dubna 1937 mu bylo dovoleno nosit uniformu pěšího pluku.
Zemřel 5. září 1945 v Rostocku.

## Řády a ocenění
- Řád červené orlice, 4. třídy s korunou (Prusko)
- Rytířský kříž Královského hohenzollernského domácího řádu
- |  Železný kříž, 1. a 2. třídy
- Vyznamenání za službu (Prusko)
- Vojenský záslužný řád, 3. třídy s meči a korunou (Bavorsko)
- Rytířský kříž 1. třídy Řádu Albrechtova s meči a korunou (Sasko)
- Rytířský kříž 1. třídy Řádu zähringenského lva s meči (Bádensko)
- Rytířský kříž Řádu Grifona s korunou (Meklenbursko)
- Vojenský záslužný kříž 1. třídy (Meklenbursko-Zvěřínsko)
- Rytířský kříž 1. třídy Řádu Jindřicha Lva (Brunšvicko)
- Čestný rytířský kříž 1. třídy Domácího a záslužného řádu vévody Petra Fridricha Ludvíka (Oldenbursko)
- Kříž Fridricha Augusta 1. třídy (Oldenbursko)
- Kříž Za zásluhy ve válce (Sasko-Meiningensko)
- Čestný kříž 2. třídy s korunou (Reuss)
- Válečný záslužný kříž (Lippe)
- Vojenský záslužný kříž 3. třídy s válečnými dekoracemi (Rakousko-Uhersko)
- Stříbrná Medaile Liakat s meči (Osmanská říše)
- Železný půlměsíc (Osmanská říše)